# Józef García Mas
Jose Garcia Mas (ur. 11 czerwca 1896, zm. 18 września 1936) – hiszpański błogosławiony Kościoła katolickiego. 

## Życiorys
Był ministrantem, potem wstąpił do seminarium w Walencji, a w 1923 roku otrzymał święcenia kapłańskie. Został mianowany wikariuszem parafii San Francisco. Aresztowano go w czasie wojny domowej w Hiszpanii w dniu 4 września 1936 roku i po kilkunastu dniach został zabity.
Beatyfikował go w grupie Józef Aparicio Sanz i 232 towarzyszy papież Jan Paweł II 11 marca 2001 roku.